# Groupe de NGC 3631
Le groupe de NGC 3631 comprend au moins dix galaxies situées dans la constellation de la Grande Ourse. La distance moyenne entre ce groupe et la Voie lactée est d'environ 17,9 Mpc (∼58,4 millions d'al). 

## Membres
Le tableau ci-dessous liste les dix galaxies du groupe indiquées dans l'article de A.M. Garcia paru en 1993.
Abraham Mahtessian mentionne aussi l'existence de ce groupe, mais il n'y figure que 5 galaxies, soit NGC 3631, NGC 3657, NGC 3718, NGC 3729 et UGC 6446 qui est notée 1123+5401 pour CGCG 1123.8+5401 dans son article. Les trois autres galaxies (NGC 3913, NGC 3972 et NGC 3998) figurent dans un autre groupe cité par Mahtessian, soit le groupe de M101.
| Nom      | Class.       | Type                               | α (J2000.0)   | δ (J2000.0) | Vitesse radiale (km/s) | m    | Distance (Mpc) | Diamètre (kal) |
| -------- | ------------ | ---------------------------------- | ------------- | ----------- | ---------------------- | ---- | -------------- | -------------- |
| NGC 3631 | SA(s)c       | Spirale                            | 11h 21m 02.9s | 53° 10′ 10″ | 1156 ± 1               | 10,4 | 19,8 ± 1,4     | 59             |
| NGC 3657 | SAB(rs)c pec | Spirale intermédiaire              | 11h 23m 55.6s | 52° 55′ 16″ | 1204 ± 2               | 12,4 | 20,5 ± 1,5     | 22             |
| NGC 3718 | SB(s)a pec   | Spirale barrée                     | 11h 32m 34.8s | 53° 04′ 05″ | 993 ± 1                | 10,8 | 17,4 ± 1,2     | 153            |
| NGC 3729 | SB(r)a pec   | Spirale barrée                     | 11h 33m 49.3s | 53° 07′ 32″ | 1060 ± 1               | 11,4 | 18,4 ± 1,3     | 65             |
| NGC 3913 | (R')SA(rs)d? | Spirale                            | 11h 50m 38.9s | 56° 21′ 14″ | 949 ± 2                | 12,6 | 16,5 ± 1,2     | 24             |
| NGC 3972 | SA(s)bc      | Spirale                            | 11h 55m 45.1s | 55° 19′ 15″ | 852 ± 1                | 12,3 | 15,1 ± 1,1     | 76             |
| NGC 3998 | SA(r)0^0^?   | Lenticulaire                       | 11h 57m 56.1s | 55° 27′ 13″ | 1048 ± 5               | 10,7 | 17,9 ± 1,3     | 57             |
| UGC 6251 | SABm?        | Spirale intermédiaire magellanique | 11h 13m 26.1s | 53° 35′ 42″ | 927 ± 6                | 14,8 | 16,4 ± 1,2     | 33             |
| UGC 6446 | Sad          | Spirale                            | 11h 26m 40.4s | 53° 44′ 48″ | 646 ± 1                | 13,1 | 12,2 ± 0,9     | 64             |
| UGC 6816 | IB(s)m       | Irrégulière magellanique           | 11h 50m 47.7s | 56° 27′ 21″ | 888 ± 2                | 13,9 | 15,5 ± 1,1     | 33             |

Le site DeepskyLog permet de trouver aisément les constellations des galaxies mentionnées dans ce tableau ou si elles ne s'y trouvent pas, l'outil du site constellation permet de le faire à l'aide des coordonnées de la galaxie. Sauf indication contraire, les données proviennent du site NASA/IPAC.